# Liteni
Liteni è una città della Romania di 10 182 abitanti, ubicata nel distretto di Suceava, nella regione storica della Moldavia. 
Fanno parte dell'area amministrativa anche le località di Corni, Roşcani, Rotunda, Siliştea e Vercicani.
Liteni ha ottenuto lo status di città nel 2004